# Eugene Roe
Pour les articles homonymes, voir Roe.
Eugene Gilbert Roe (Bayou Chêne (en), 17 octobre 1922 - Baton Rouge, 30 décembre 1998) est un militaire américain. Membre de la célèbre Easy Company, il en est l'un des infirmiers et se distingue tout au long de la Seconde Guerre mondiale par son efficacité dans le soin des membres de l'unité blessés lors des combats en Normandie, aux Pays-Bas et en Belgique.

## Biographie

### Avant-guerre
Eugene Roe naît le 17 octobre 1922 à Bayou Chêne (en) en Louisiane. Moitié cajun, il passe les premières années de sa vie dans sa ville natale avant que ses parents ne déménagent à Morgan City à la fin des années 1930. Quittant l'école très tôt, il travaille comme graisseur de machines pour subvenir à ses besoins.

### Seconde guerre mondiale
Eugene Roe décide de s'engager dans l'armée le 12 décembre 1942. Il est affecté à la Easy Company du 506e régiment d'infanterie parachutée (506th PIR) et devient infirmier militaire bien qu'il n'a aucune formation médicale préalable. Au sein de sa compagnie, Il suit sa formation de base au Camp Toccoa en Géorgie avant d'obtenir son badge de parachutiste à Fort Benning puis il est déplacé en Angleterre en 1943. Dans la nuit du 5 au 6 juin 1944, Eugene Roe est parachuté avec sa compagnie sur le Cotentin et participe par la suite à la Bataille de Normandie. Il se distingue dès les débuts de la bataille par son efficacité et s'attire la sympathie et la confiance de ses camarades et supérieurs comme son commandant de compagnie, Dick Winters, dont il soigne une blessure à la jambe infligée lors de la bataille de Carentan. Le 17 septembre, Eugene Roe saute sur les Pays-Bas dans le cadre de l'opération Market Garden et se blesse à la réception en atterrissant dans des barbelés. Rejoignant la compagnie quelques jours plus tard, il reprend son activité d'infirmier. Il prend notamment en charge le nouveau commandant de la Easy Company Moose Heyliger, gravement blessé par une sentinelle américaine, réprimandant au passage le capitaine Dick Winters et le lieutenant Harry Welsh pour avoir administré trop de morphine à leur camarade.
Engagé dans le siège de Bastogne avec son unité, il doit faire face à un important afflux de blessés et de malades dus non seulement aux combats mais également aux conditions extrêmes de l'hiver. Les troupes américaines étant encerclées, il manque de matériel et doit se ravitailler avec les trousses de soins individuelles de ses camarades. Il réalise également de nombreuses évacuations sanitaires de la ligne de front vers les dispensaires présents à Bastogne où il aurait vraisemblablement rencontré Renée Lemaire,. Par la suite, Eugene Roe continue de suivre la progression de la Easy Company à travers l'Europe. En avril 1945, après la découverte par son unité du camp de concentration de Landsberg, il participe à la prise en charge médicale des prisonniers libérés. Après une période d'occupation en Autriche, le 506th PIR est déplacé en France et Eugene Roe est démobilisé à Auxerre le 17 novembre lorsque la Easy Company est dissoute. Il retourne aux États-Unis onze jours plus tard.
Deux alias lui sont connus :
- "Bud" que l'on peut traduire littéralement par bourgeon / jeune pousse.
- "Doc" surnom dû à son rôle d'infirmier.

### Après-guerre
En juillet 1945, au cours d'une permission en Angleterre, Eugene Roe avait épousé Vera, une anglaise rencontrée peu avant le débarquement de Normandie. Des camarades de la Easy Company présents au mariage ont offert au couple des couverts en argent récupérés dans le nid d'aigle d'Hitler lorsque celui-ci fut occupé par l'unité. Par la suite, Roe fait don de ces couverts au musée de la Seconde Guerre mondiale de Baton Rouge où le couple s'est installé après la démobilisation d'Eugene. Ils divorcent en 1972 et il se remarie en 1977. Devenu patron d'une entreprise de construction, Eugene Roe meurt le 30 décembre 1998 à Baton Rouge.

## Décorations
|                         |  |                                                     |
| Bronze oak leaf cluster |  |                                                     |
|                         |  | Arrowhead · Bronze star · Bronze star · Bronze star |
|                         |  |                                                     |
|                         |  |                                                     |
|                         |  |                                                     |
| Bronze oak leaf cluster |  |                                                     |

| Combat Infantryman Badge                             |                                       |                                      |                                                     |                                                                                                |                                                                                                |
| Bronze Star Avec une feuille de chêne                | Bronze Star Avec une feuille de chêne | Purple Heart                         | Purple Heart                                        | Good Conduct Medal                                                                             | Good Conduct Medal                                                                             |
| American Defense Service Medal                       | American Defense Service Medal        | American Campaign Medal              | American Campaign Medal                             | European-African-Middle Eastern Campaign Medal Avec une pointe de flèche et trois Service star | European-African-Middle Eastern Campaign Medal Avec une pointe de flèche et trois Service star |
| World War II Victory Medal                           | World War II Victory Medal            | Army of Occupation Medal             | Army of Occupation Medal                            | Croix de guerre 1939-1945 Avec palme                                                           | Croix de guerre 1939-1945 Avec palme                                                           |
| Médaille de la France libérée                        | Médaille de la France libérée         | Médaille de la France libérée        | Médaille commémorative belge de la guerre 1940-1945 | Médaille commémorative belge de la guerre 1940-1945                                            | Médaille commémorative belge de la guerre 1940-1945                                            |
| Combat Medical Badge Avec une étoile                 | Combat Medical Badge Avec une étoile  | Combat Medical Badge Avec une étoile | Parachutist Badge Avec deux étoiles                 | Parachutist Badge Avec deux étoiles                                                            | Parachutist Badge Avec deux étoiles                                                            |
| Presidential Unit Citation Avec une feuille de chêne |                                       |                                      |                                                     |                                                                                                |                                                                                                |

## Hommages
Eugene Roe est représenté dans la série Band of Brothers où il est interprété par Shane Taylor. L'épisode 6 de la série est centré sur son personnage et son action lors du siège de Bastogne.